# Fauna din Indonezia

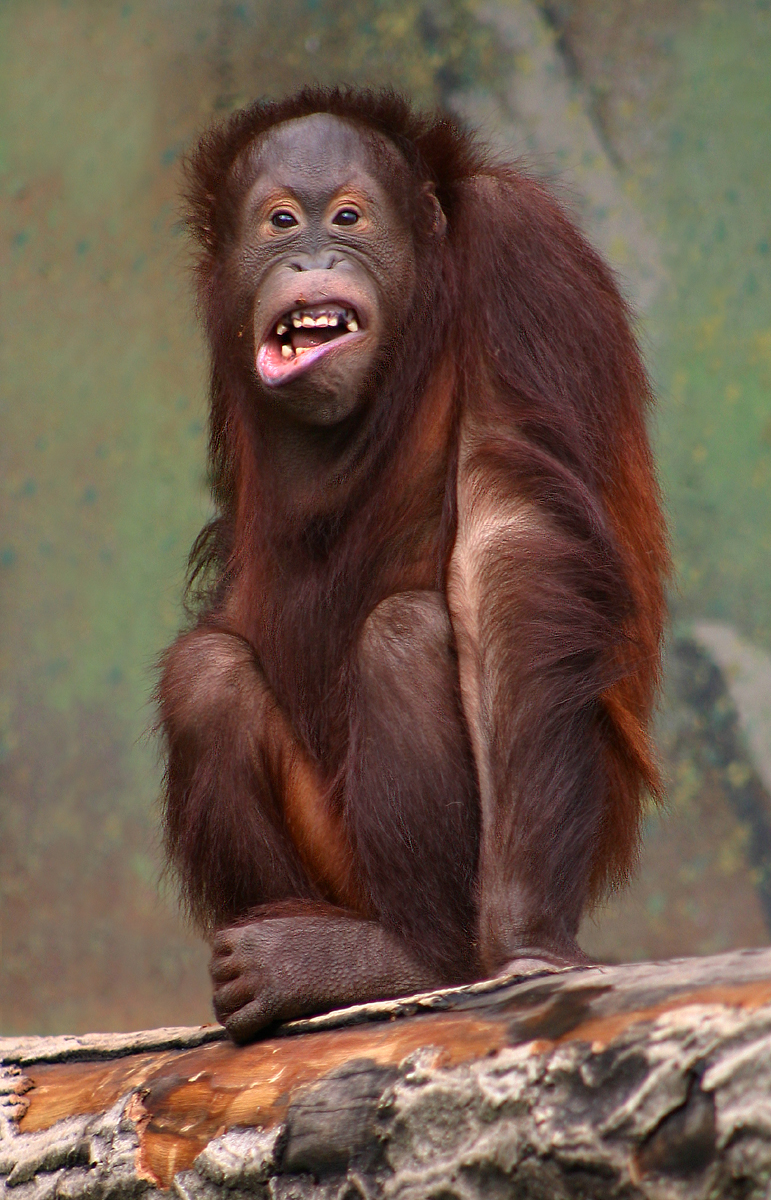
Urangutan

Indonezia include una dintre cele mai remarcabile limite geografice în distribuția animalelor. Aceasta datează din epoca glaciară, când nivelul apei a scăzut în toată lumea. În timpul acestei perioade, insulele Java, Sumatra, Kalimantan și Bali din Pragul Sunda erau unite una de cealaltă, precum și cu Asia continentală, dar Irian Jaya, Aru și continentul australian din Pragul Sahul erau separate. Această separație geografică timpurie explică de ce speciile tropicale de animale din Java, Sumatra și Kalimantan nu există pe Irian Jaya. Din același motiv, cangurul de pe Irian Jaya lipsește din alte regiuni.
Insulele Maluku, Sulawesi și Lesser Sunda, care se află între pragurile Sunda și Sahul, prezintă o faună deosebită. Mare parte din fauna din est nu se regăsește în Sulawesi, deși această insulă este foarte apropiată de Kalimantan, despărțite fiind doar de strâmtoarea Makassar. Similar, speciile de animale din Irian Jaya nu se găsesc în Seram și Halmahera, cei mai apropiați vecini ai insulei Jaya.
O posibilă cauză ar fi faptul că insulele Kalimantan și Sulawesi ar fi putut fi separate de o strâmtoare adâncă la un capăt, în timp ce marea adâncime a Mării Banda le-a separat în timpul erei glaciare. Unii cercetători au atribuit acest fenomen celor trei limite de faună. Alfred Russel Wallace (1823—1913) a scris în cartea sa „Arhilepelagul malaezian” că Nusantara a fost separată într-o zonă ecologică orientală (partea de vest) și într-o zonă ecologică australiană (partea de est) de o Linie Wallace, care trece de la nord la sud, prin strâmtorile Lombok și Makassar și se termină în partea de sud-est a insulelor Filipine. Linia Weber, care trece prin marea dintre Maluku și Sulawesi și Linia Lydekker, care începe din marginea Pragului Sahul, insula Sulawesi se află într-o zona de tranziție, cunoscută sub numele de Zona Wallace. Celelalte două limite de faună sunt Linia Weber, care trece prin marea dintre Maluku și Sulawesi și Linia Lydekker, care începe din Pragul Sahul și se continuă pe latura de vest a insulei Irian Jaya și a continentului australian. Totuși, alți cercetători preferă să numească zona drept o "zonă de tranziție diminuată".
În cadrul etapei actuale de dezvoltare socială și economică a Indoneziei, animalele sălbatice nu pot supraviețui fără protecție. Pentru aceasta, Directoratul General pentru Protecția Pădurilor și Conservarea Naturii a planificat să declare circa 10% din uscatul țării - aproximativ 18,7 milioane ha - drept rezervații. Până în anul fiscal 1991/92 existau 184 unități de conservare, acoperind o suprafață totală de 8.494.118 ha, 73 rezervații naturale, cu o suprafață de 5.586.209 ha, 56 parcuri de recreere, cu o suprafață de 263.470 ha, 13 parcuri de vânătoare, cu o suprafață de 241.387 ha, 7 parcuri marine, cu o suprafață de 72.930 ha și 30 parcuri naționale, acoperind o suprafață totală de 7.688.640 ha.
Directoratul General a adoptat o strategie națională în privința conservării naturii, prin care este conservat întregul ecosistem. Acest lucru este necesar deoarece uneori este imposibil să protejezi animalele sălbatice în afara habitatului natural. De exemplu, orang utan, care înseamnă omul junglei (Pongo pygmaeus) și trăiește numai în junglele din Sumatra și Kalimantan, este dependent de un habitat fundamental forestier. În acest scop, Directoratul General, în cooperare cu World Wildlife Fund (WWF), au stabilit centre de reabilitare a urangutanilor, care să pregătească urangutanii capturați ilegal pentru revenirea la viața în sălbăticie.

## Moluște

### Scoicile cu perle
Scoicile cu perle care se întâlnesc în această zonă includ Pinctada maxima, P. margaritifera și Pteria penûuin. Aceste specii se găsesc în apele din apropierea Insulei Halmahera, precum și din apropierea insulelor Maluku și Aru din Indonezia de Est. Perlele sunt foarte căutate datorită dimensiunilor mari și a bunei calități. În Maluku, scoicile cu perle sunt colecționate și transformate în ornamente frumoase.

## Pești

### Pești ornamentali
Indonezia este renumită în lume pentru speciile de pești ornamentali care sunt exportate în Statele Unite, Japonia și Germania. Speciile cele mai bine cunoscute pentru culorile și formele lor deosebite sunt Amphiprion, Dascyllus, peștele buzat (Coris gaimardi) și Corisaygula, care abundă în apele Strâmtorii Bali.

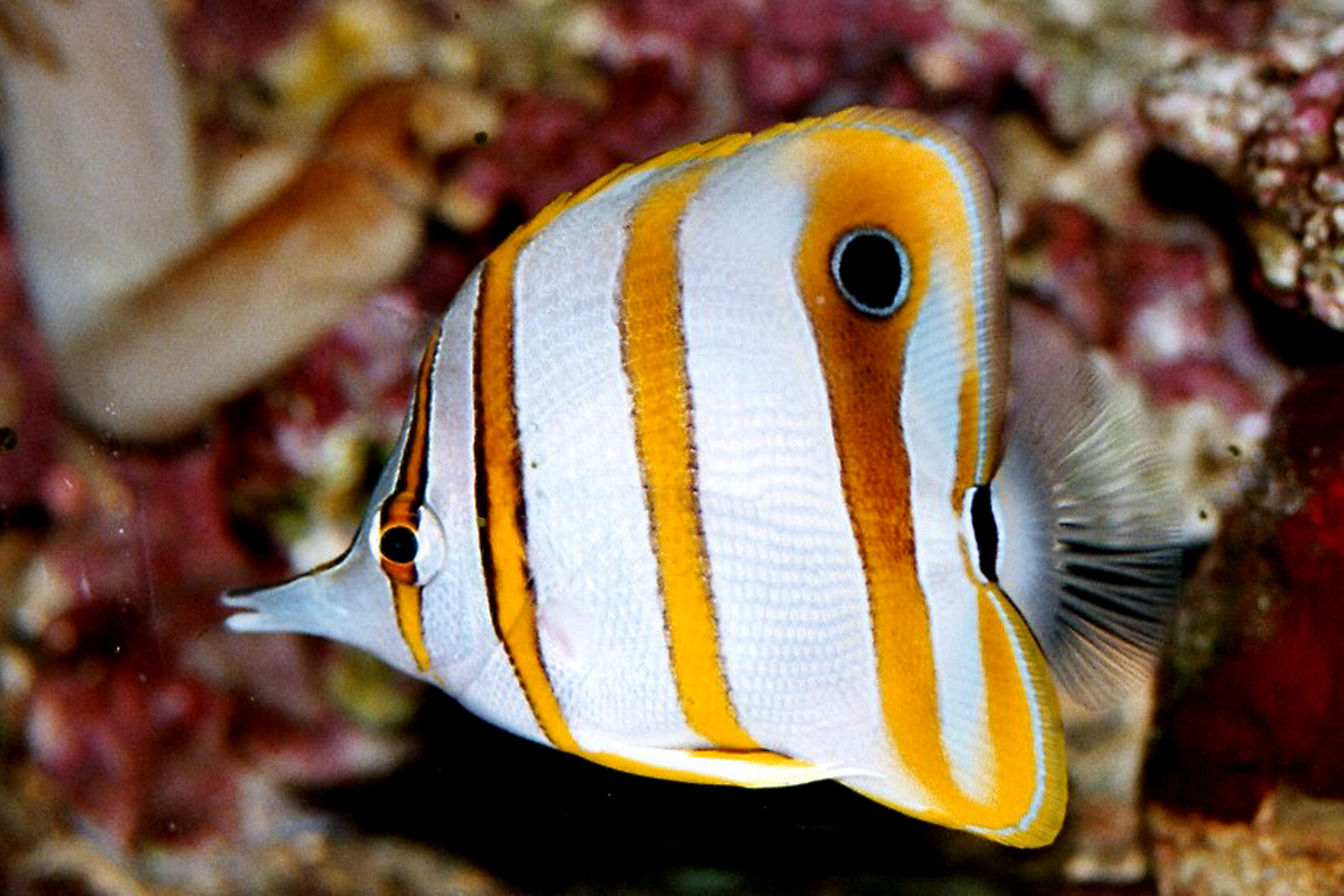
Chelmon rostratus

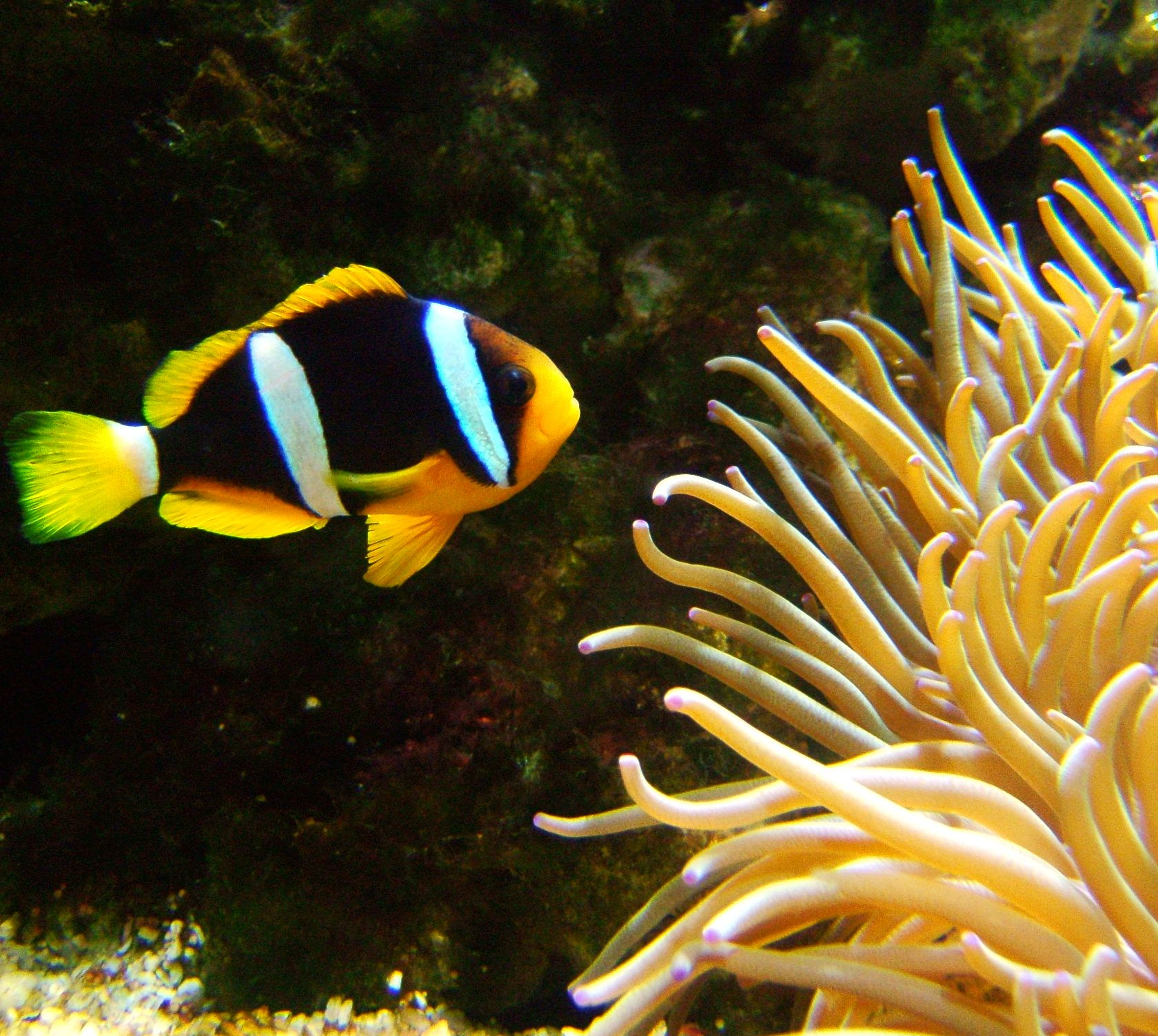
Amphiprion clarkii

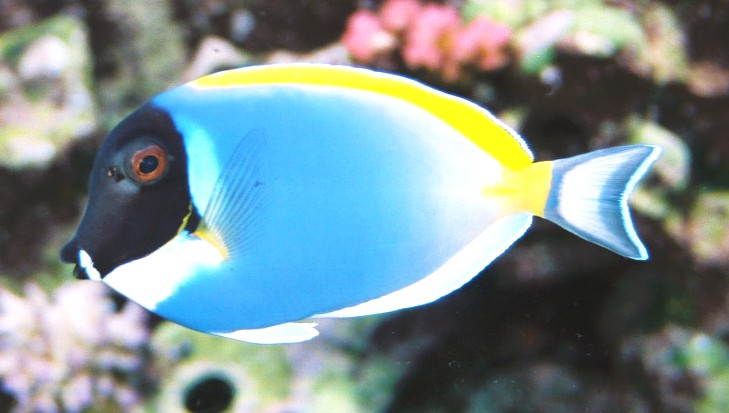
Acanthurus leucosternon Weißkehl

Cea mai cunoscută specie este peștele buzat (Thalasoma lunare). Peștele-fluture (Chaetodontidae) are bot mic, dar se întâlnesc de asemenea și pești-fluture cu bot mare, dintre care amintim Forcipinger longirostris și Chelmon rostratus. Specia Heniochus acuminatus are aripi mai mari decât lungimea sa, iar Zancluscanescens poate atinge 20 cm.
Specii ca peștele-înger (Pomancanthus imperator), Pomancanthus semi-circulatus, Pygoplites diacanthus și Auxiphipops navaricus sau peștele-înger, care aparține familiei Pomancanthidae sunt colecționate pentru culorile lor frumoase.
Peștele-chirurg (Acanthuridae sp.) și Paracanthurus hepatus sunt foarte cunoscuți datorită culorii lor bleu pal. Alte specii frumoase sunt Acanthurus leucosternon, Zebrazoma veliferum și Naso literatus. Peștele-tigru sau Balistidae duce o viață solitară.
Căluții de mare sau Hippocampus coronatus, care aparțin familiei Syngnathidae sunt de asemenea foarte căutați ca pești ornamentali. Peștele-păun, numit astfel datorită aripioarelor lungi, include varietățile Pterois Zebra,  brachiopterus, volitans, ruselli, miles și radiata. Toate aceste specii aparțin familiei Scorpanidae. Mai există nenumărate specii de pești ornamentali în Indonezia, prea multe pentru a putea fi menționate.

## Reptile

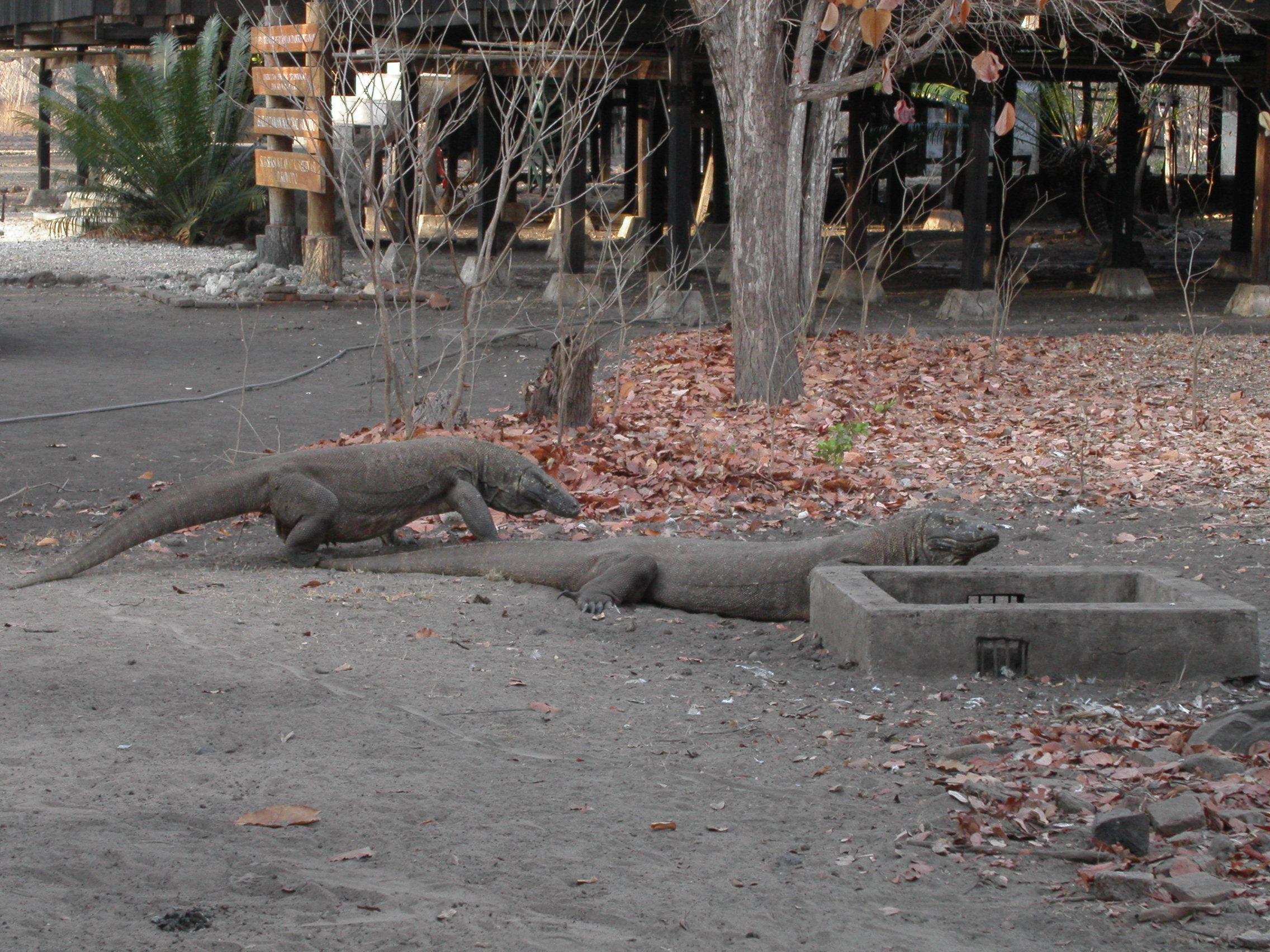
Dragonul Komodo

Dragonul Komodo (Varanus komodoensis), cea mai mare șopârlă din lume, poate atinge 3 metri lungime. Habitatul lui este în grupul de rezervații Komodo, care include insulele Komodo, Padar și Rinca, în largul coastelor insulei Flores în estul țării.
Dragonul de Komodo secretă în salivă o toxină care împiedică coagularea sângelui și care provoacă hipotensiune arterială, printre alte simptome. Pacientul trebuie tratat în 30-45 minute cu medicină modernă sau cu un leac tradițional obținut dintr-o tocană din polenul orhideii lunii. Efectele otrăvii asupra corpului sunt: amețeli, stări de vomă și o dureri ale zonei mușcate.
Varanul nu este numai un bun vânător, ci și o bună mamă. Femelele își apără puii foarte bine. Cu ajutorul camuflajul, dragonul de komodo pare a fi indestructibil.

## Păsări

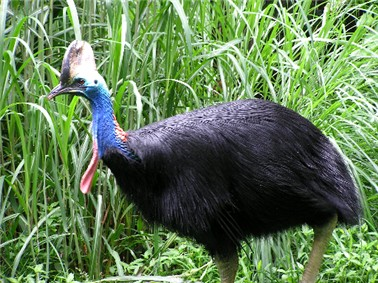
Casuarius

Din marea varietate de specii de păsări întâlnite în Sulawesi, găina Maloe și găina de tufiș sunt două specii notabile din familia megapodelor.
Irian Jaya și Maluku sunt împânzite de păsări colorate, variind de la cazuarul cel mare, care nu poate zbura, (Casuarius), de la strălucitor colorata pasăre a paradisului, care aparține familiei Paradiseidae și Ptilinorhynhidae și un număr de peste 40 de specii, la o mare varietate de păsări din familia papagalilor.
Printre alte specii întâlnite în Indonezia se numără pasărea hornbill sau angkonh/enggang din familia Bucerotidelor, de remarcat pentru enormul său cioc în formă de horn. 
Se întâlnesc numeroase specii de păsări, inclusiv egrete, bâtlani, pescăruși, șoimi, vulturi și altele. Mai există de asemenea mii de specii de insecte și o mare varietate de șopârle și șerpi. Tot aici se întâlnesc din abundență țestoase marine și de uscat, specii exotice de pești, crabi, moluște și alte animale acvatice, atât de apă dulce, cât și de apă sărată.

## Mamifere

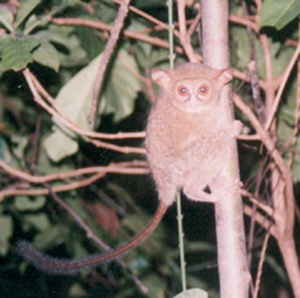
Tarsius spectrum

Babi rusa (Babyrousa), un porc asemănător căprioarei și anoa, un bivol pitic de pădure, sunt printre cele mai interesante animale indigene din Sulawesi. Alte mamifere indigene din Sulawesi sunt zivela mare, numită musang Macrogalidia musshenbroeki); binatang hantu (Tarsius spectrum), care în traducere literară înseamna "spiriduș" și mai multe specii de maimuță neagră sau monyet hitam (Macacanigra).
De asemenea, sunt de amintit tigrul din Sumatra (Panthera tigris sumatrenesis) și tigrul din Java (Panthera tigris sondaica), specie aproape pe cale de dispariție. Insulele Mentawai, lângă coasta de vest a Sumatrei sunt căminul maimuței beruk, specie de dimensiuni mari, care este deseori antrenată pentru a culege nuci de cocos, și al maimuței negre lutung, care se hrănește cu frunze.
Rinocerul cu un corn, Badak Jawa (Rhinocerus sondaicus) se întâlnește în Parcul Național Badak Jawa în Java de Vest, însă rinocerul cu doi corni (Dicerorhinus sumatrensis), mai mic, se întâlnește în Parcul Național din Muntele Leuser (cel mai mare asemenea parc din țară), localizat de-a lungul văii Alas din Aceh, cea mai nordică provincie a Indoneziei.
Alte specii de notat sunt banteng sau taurul sălbatic din Java (Bos javanicus); cangurul de copac (Dorcopsis muelleri) din Irian Jaya; delfinul de apă dulce (Orcacella brevirostris) întâlnit în apele râului Makaham din Kalimantanul de Est și maimuța cu trompă sau bekatan, tot din Kalimantan.